# Fallout 2
Fallout 2 je nastavak kultne računalne RPG igre Fallout. Fallout 2 je izdan 1998. godine od strane Interplaya. Radnja igre se odvija 80 godina poslije Fallouta, točnije 2241. godine. Vaš lik u igri, The Chosen One, je direktni potomak glavnog lika iz originalnog Fallouta. Iako je sama igra nekoliko puta veća od originalnog Fallouta, dizajneri nisu mijenjali način igranja i time je u potpunosti sačuvan ugođaj. Za većinu RPG igrača Fallout 1 i 2 su ponajbolje igre u RPG žanru. 

## Igra

### Karakteristike likova
Fallout 2 koristi isti sustav za kreaciju likova kao i Fallout pod imenom SPECIAL. SPECIAL je akronim i inicijali od Strength (snaga), Perception (opažanje), Endurance (izdržljivost), Charisma (karizma), Intelligence (inteligencija), Agility (pokretljivost), Luck (sreća). To je sedam bitnih karakteristika za likove u igri. Oni se koriste za određivanje vještina i perkova za likove.

### Vještine
U Falloutu 2 postoji osamnaest različitih vještina.
- 6 borbenih vještina: Small Guns, Big Guns, Energy Weapons, Unarmed, Melee Weapons, Throwing.
- 8 aktivnih vještina: First Aid, Doctor, Sneak, Lockpick, Steal, Traps, Science, Repair.
- 4 pasivne vještine: Speech, Barter, Gambling, Outdoorsman.

Vještine su rangirane od 0% do 300%. Početne vrijednosti su definirane odabirom sedam glavnih karakteristika kod kreacije lika. Vrijednost većine vještina na početku igre se nalazi između 0% i 50%. Kako podižete nivo (level) vašeg lika tako dobivate i bodove koje koristite za podizanje vještina. Kako vještine rastu tako i više koštaju bodova za podizanje istih. Neke vještine možete podizati čitajući knjige koje pronalazite u igri ili ih možete trenirati kod određenih NPC likova u igri. Maksimalnu vrijednost vještine određuje karakteristika lika. Npr. lik s niskom inteligencijom neće moći imati Science vještinu na istoj razini kao lik koji ima višu inteligenciju. Neke vještine u igri je moguće podizati sa samo određenim predmetima kao Lockpick vještinu. Stimulansi u igri mogu na kraće vrijeme podignuti neke vještine, ali izazivaju ovisnost i mogu na kraju imati kontra-efekt. 

### Traits & Perks
Kod kreacije likova, igrač može odabrati dva traitsa (ličnosti). Mnogi traitovi imaju duboke učinke na igru. Traitovi (ličnosti) obično imaju jedan koristan i jedan negativan efekt u igri. Jednom kada ih izaberete više ih ne možete promijeniti, osim s "Mutate" perkom koji dozvoljava jednu promjenu.
Perks (beneficije) su specijalni elementi sustava dizanja nivoa (level up) lika. Svaka tri razine (levela) ili svaka četiri ako je izabran Skilled Trait, igrač može slobodno izabrati perk po svom izboru. Perkovi dozvoljavaju specijalne efekte koji nisu dostupni kod normalnog dizanja nivoa (level up), kao npr. lik može dobiti više action bodova po krugu. Za razliku od traitova većina perkova su potpuno korisni i nemaju negativnih strana.

## Radnja igre
Na kraju originalnog Fallouta glavni lik Vault Dweller biva izbačen od strane nadglednika skloništa (Vault 13), razlog je prevelika izloženost vanjskom svijetu za koji još nisu spremni ostali članovi skloništa. Kako mu nije bilo moguće vratiti se, Vault Dweller s nekolicinom ljudi putuje na sjever. Gdje osnivaju selo pod imenom Arroyo u današnjem Oregonu. Nekoliko desetljeća poslije originalnog Fallouta Vault Dweller umire.
U doba protjere Vault Dwellera iz Vaulta 13, dolazi do uzleta nove "vlasti" pod imenom New California Republic (često znana pod kraticom NCR). NCR polako počinje ujedinjavati južna naselja i polagano se počinje širiti na sjever. U slično vrijeme dolazi do uzleta još jedne organizacije pod imenom Enclave, koja počinje biti poznata po svojoj prilično sofisticiranoj tehnologiji koja čak iznenađuje i Brotherhood of Steel. Uz uzlete tih dviju organizacija dolazi i droga pod imenom Jet, koja postaje rak rana za mnoge gradove i sela u kojima ovisnost doseže skoro 100% populacije, čime postaju u potpunosti podložni gradu New Renou za nove pošiljke Jeta.

### Priča
Tijekom 2241. godine, Arroyo zahvaća najgora suša u dosadašnjoj povijesti sela. Starješine sela odlučuju razgovarati s izravnim potomkom legendarnog Vault Dwellera, često zvanog Chosen One, mole ga da pokuša pronaći Garden of Eden Creation Kit (GECK) u Vaultu 13. GECK je naprava koja može stvoriti uvjete pogodne za život u post-apokaliptičnom svijetu.
Na početku zadatka (questa) dobijete odijelo od Vault Dwellera, Pip-Boy 2000, Vault 13 bočicu za vodu i nešto novca.
Na posljetku Chosen One pronalazi Vault 13. Nakon čega se Chosen One vraća u Arroyo da bi saznao da je selo okupirano od strane organizacije Enclave. Chosen One je prisiljen aktivirati stari tanker i njegov autopilot kako bi došao do sjedišta Enclave koja se nalazi na naftnoj bušotini.
Na kraju saznaje da su članovi Vaulta 13 također uhvaćeni i da nad njima Enclave vrši eksperimente s FEV (Forced Evolutionary Virus). Vault 13 je bio zatvoren 200 godina kao dio eksperimenta, što ih je činilo idealnim pokusnim kunićima. Encale je modificirao FEV u bolest koja se širi zrakom, napravljen je tako da napada sva živa stvorenja s mutiranom DNK. Nakon čega bi Enclave (koji je bio zaštićen od radijacije) zavladao i postavio svoju vlastitu vlast. Na kraju igrač oslobađa svoje selo i bivše stanovnike Vaulta 13 koji na kraju uz pomoć GECK-a stvaraju novu zajednicu.

### NPC likovi
| Ime        | Rasa      | Lokacija                | Vještina                                                              |
| ---------- | --------- | ----------------------- | --------------------------------------------------------------------- |
| Sulik      | Čovjek    | Klamath                 | Melee weapons, small guns (SMGs)                                      |
| Vic        | Čovjek    | The Den                 | Repair, energy weapons, small guns (pištolji i puške)                 |
| Cassidy    | Čovjek    | Vault City              | Small guns (pištolji i puške), unarmed, energy weapons, melee weapons |
| Myron      | Čovjek    | New Reno (the Stables)  | Science                                                               |
| Lenny      | Ghoul     | Gecko                   | Doctor                                                                |
| Marcus     | Mutant    | Broken Hills            | Big guns, (large) energy weapons                                      |
| Goris      | Deathclaw | Vault 13                | Unarmed                                                               |
| SkyNet     | Robot     | Sierra Army Depot       | Depends on brain                                                      |
| K-9        | Pas robot | Navarro                 | Unarmed                                                               |
| Cyberdog   | Pas robot | New California Republic | Unarmed                                                               |
| Dogmeat    | Pas       | Cafe of Broken Dreams   | Unarmed                                                               |
| Pariah Dog | Pas       | Pariahs                 | Unarmed                                                               |
| Miria      | Čovjek    | Modoc                   | Unarmed                                                               |
| Davin      | Čovjek    | Modoc                   | Unarmed                                                               |

## Unutarnje poveznice
- Vault Dweller

## Vanjske poveznice
- Duck and Cover Fallout fan web stranica
- No Mutants Allowed Fallout fan web stranica
- The Vault Fallout wikia
- Gamespot review Recenzija igre na stranici Gamespot.com